# Сава Попов (географ)
Вижте пояснителната страница за други личности с името Сава Попов.
Сава Стефанов Попов е български географ.

## Биография
Сава Попов е роден 1874 година в Севлиево. Завършва Априловската гимназия. След това е сред първите възпитаници на Геолого-географския факултет на Софийският университет. Той е изявен учител, географ, автор на много учебници, член на Висшия учебен комитет към Министерството на образованието. Кавалер е на ордените „Свети Александър” и „За гражданска заслуга“. Основател е на Българското географско дружество.
Умира през 1949 година в София.